# 150.
150. je šesto desetletje v 2. stoletju med letoma 150 in 159. 